# Kyle Richardson
Kyle Richardson (Brisbane, 13 de mayo de 1987) es un deportista australiano que compitió en natación, especialista en el estilo libre.
Ganó dos medallas en el Campeonato Mundial de Natación en Piscina Corta de 2012, plata en 4 × 100 m libre y bronce en 4 × 100 m libre.

## Palmarés internacional
| Campeonato Mundial en Piscina Corta | Campeonato Mundial en Piscina Corta | Campeonato Mundial en Piscina Corta | Campeonato Mundial en Piscina Corta |
| Año                                 | Lugar                               | Medalla                             | Prueba                              |
| ----------------------------------- | ----------------------------------- | ----------------------------------- | ----------------------------------- |
| 2012                                | Estambul (Turquía)                  | Medalla de plata                    | 4 × 200 m libre                     |
| 2012                                | Estambul (Turquía)                  | Medalla de bronce                   | 4 × 100 m libre                     |